# Per-Axel Åkerman
Per-Axel Åkerman, född 29 maj 1920 i Stockholm, död 10 februari 2015 i Strängnäs, var en svensk ingenjör.
Åkerman, som var son till ingenjör Axel Åkerman och Magdalena Andersson, avlade examen vid Stockholms tekniska läroverk 1941 och vid Chalmers tekniska högskola 1948. Han anställdes på stadsingenjörskontoret i Stockholms stad 1949, blev byråingenjör på stadsingenjörskontoret i Norrköpings stad 1952 och var stadsingenjör i Strängnäs stad/kommun från 1955. Han var delägare i Ingenjörsfirman Åkerman 1944–1952.